# Impatiens talbotii
Impatiens talbotii är en balsaminväxtart som beskrevs av Joseph Dalton Hooker. Impatiens talbotii ingår i släktet balsaminer, och familjen balsaminväxter. Inga underarter finns listade i Catalogue of Life.